# Совет департамента Валь-де-Марн
Совет департамента Валь-де-Марн (фр. Conseil départemental du Val-de-Marne) — совещательное собрание департамента Валь-де-Марн французского региона Иль-де-Франс, в состав которого входят 50 советников, которые избираются на шесть лет, из 25 кантонов (по одному мужчине и одной женщине от каждого кантона). Штаб-квартира Совета находится в городе Кретей — столице департамента Валь-де-Марн.

## Состав
Совет департамента состоит из 50 членов, избираемых по мажоритарной избирательной системе. Каждый из 25 кантонов департамента представлен двумя советниками (одним мужчиной и одной женщиной).

## Функции и полномочия
Совет департамента Валь-де-Марн управляет муниципалитетом и отвечает за широкий круг вопросов, включая:
- Управление бюджетом департамента;
- Социальные услуги, включая помощь пожилым людям и лицам с ограниченными возможностями;
- Строительство и содержание школ;
- Развитие общественного транспорта;
- Экономическое развитие и поддержка местных предприятий;
- Экологические проекты и охрана окружающей среды[2][3].